# Sydney Rae White
Sydney Rae Cressida White (30 de noviembre de 1991) es una actriz y cantautora inglesa, conocida por su papel de 'Erin Noble' en las temporadas 3 y 4 de la serie de CBBC, El joven Drácula.

## Primeros años
White creció en Londres junto a sus padres y cuatro hermanos, Paul, Adam, Cameron y Spike. Comenzó a actuar profesionalmente a la edad de 10 años, y asistió a una escuela de teatro en su ciudad natal.

## Música
Cofundó una banda llamada The Wild Things junto a su hermano, Cameron White, y su marido Rob Kendrick. Sus canciones han sido publicadas en Soundcloud y Spotify, incluyendo su sencillo debut "Tell Me Why". Sydney también grabó y lanzó una canción por separado junto a su compañero de reparto de El joven Drácula, Gerran Howell, titulada "Sun Goes Down".

## Filmografía
| Año           | Programa/película         | Papel              | Notas                                 |
| ------------- | ------------------------- | ------------------ | ------------------------------------- |
| 2005          | The Snow Queen            | Gerda              | Película de televisión                |
| 2006          | El show de Basil Brush    | Billie Jo          | Serie de televisión (1 episodio)      |
| 2007          | The Sarah Jane Adventures | Bubbleshock Girl   | 1 episodio:                           |
| 2007          | As the Bell Rings         | Emma               | Serie de televisión                   |
| 2010          | Rules of Love             | Jess               | Película de televisión                |
| 2010          | Misfits                   | Tanya              | Serie se televisión (1 episodio)      |
| 2011          | Doctors                   | Crystal Henshaw    | BBC (1 episodio)                      |
| 2011–2012     | El joven Drácula          | Erin Noble         | Serie de televisión (temporada 3 y 4) |
| 2012–presente | Starlings                 | Coggie             | Sky 1 (temporada 2)                   |
| 2013          | Casualty                  | Chica del hospital | BBC (1 episodio)                      |
| 2014–2017     | Uncle                     | Gwen               | BBC 3 (6 episodios)                   |
| 2014          | Pramface                  | Poppy              | BBC 3                                 |
| 2015          | Silent Witness            | Amy Greenwood      | BBC 1 (2 episodios)                   |